# Cytisus albus
Cytisus albus là một loài thực vật có hoa trong họ Đậu. Loài này được Hacq. miêu tả khoa học đầu tiên.